# Родина (телесериал, 2011)
«Ро́дина» (англ. Homeland) — американский телесериал в жанре психологического триллера, разработанный Говардом Гордоном и Алексом Гансой и основанный на оригинальном израильском телесериале Гидеона Раффа «Военнопленные».
Главные роли в сериале исполнили Клэр Дэйнс, играющая Кэрри Мэтисон, офицера ЦРУ с биполярным расстройством, и Дэмиэн Льюис, играющий Николаса Броуди, снайпера-разведчика из морской пехоты. Мэтисон пришла к выводу, что Броуди, который был военнопленным у Аль-Каиды, перешёл на сторону врага и представляет угрозу для Соединённых Штатов. Сериал сосредоточен на сюжетной линии, которая развивается вокруг этого замысла, вместе с продолжающейся работой Кэрри под прикрытием.
Сериал транслируется в США на кабельном канале Showtime, и его производством занимается Fox 21 Television Studios (ранее Fox 21). Премьера сериала состоялась 2 октября 2011 года. Первый эпизод был доступен онлайн более чем за две недели до телевизионной трансляции, и зрители должны были выполнить игровые задачи, чтобы получить к нему доступ.
Показ седьмого сезона завершился 29 апреля 2018 года. Сериал продлён на восьмой сезон, который станет финальным. Его премьера состоялась 9 февраля 2020 года.
Сериал был благоприятно принят большинством телевизионных критиков и получил ряд наград и номинаций. В 2012 году проект был удостоен премии «Эмми» за лучший драматический сериал, а также «Эмми» за лучшую женскую роль в драматическом телесериале и «Эмми» за лучшую мужскую роль в драматическом телесериале за актёрские работы Клэр Дэйнс и Дэмиэна Льюиса соответственно. Актёры второго плана Мэнди Патинкин, Морена Баккарин, Руперт Френд и Ф. Мюррей Абрахам также получили номинации на «Эмми» за свою игру в сериале.

## Сюжет
| Сезон | Сезон | Эпизоды | Оригинальная дата показа | Оригинальная дата показа |
| Сезон | Сезон | Эпизоды | Премьера сезона          | Финал сезона             |
| ----- | ----- | ------- | ------------------------ | ------------------------ |
|       | 1     | 12      | 2 октября 2011           | 18 декабря 2011          |
|       | 2     | 12      | 30 сентября 2012         | 16 декабря 2012          |
|       | 3     | 12      | 29 сентября 2013         | 15 декабря 2013          |
|       | 4     | 12      | 5 октября 2014           | 21 декабря 2014          |
|       | 5     | 12      | 4 октября 2015           | 20 декабря 2015          |
|       | 6     | 12      | 15 января 2017           | 9 апреля 2017            |
|       | 7     | 12      | 11 февраля 2018          | 29 апреля 2018           |
|       | 8     | 12      | 9 февраля 2020           | 26 апреля 2020           |

### Сезон 1 (2011)
Кэрри Мэтисон, оперативный сотрудник ЦРУ, проводит несанкционированную операцию в Ираке и её переводят в контртеррористический отдел ЦРУ в Лэнгли, Виргиния. Николас Броуди, сержант морской пехоты США, который был объявлен пропавшим без вести с 2003 года, спасён из комплекса, принадлежащего террористу Абу Назиру. Броуди объявлен героем войны, но Кэрри подозревает, что он планирует теракт против США.

### Сезон 2 (2012)
Кэрри, будучи уволена из ЦРУ, получает задание на разведку в Бейруте. Броуди укрепляет своё положение в качестве потенциального напарника вице-президента Уолдена, при этом он всё ещё находится под командованием Абу Назира.

### Сезон 3 (2013)
После теракта в Лэнгли, Броуди бежал из страны, в то время как Кэрри пытается очистить его имя. Инициатива от директора ЦРУ Сола Беренсона направлена против офицера иранской разведки Маджида Джавади (который финансировал взрыв в Лэнгли).

### Сезон 4 (2014)
Кэрри работает начальником отделения ЦРУ в Кабуле, Афганистане. Она наблюдает за неудачным авиаударом по предполагаемому местонахождению идейного террориста Хайссама Хаккани, что вызывает распри внутри ЦРУ и провоцирует крайне опасного террориста. Кэрри вербует молодого агента, чтобы выследить Хаккани.

### Сезон 5 (2015)
Два года прошло после событий, в результате которых Кэрри разочаровалась в политике из-за двойных стандартов. Кэрри ушла из ЦРУ и живёт в Берлине со своей дочерью Фрэнни, работая специалистом по безопасности в частном агентстве, главой которого является Отто Дюринг.

### Сезон 6 (2017)
Спустя несколько месяцев после событий предыдущего сезона Кэрри вернулась в США и живёт в Бруклине, Нью-Йорке. Сейчас она работает в фонде, чьим усилием является оказание помощи мусульманам, живущим в США. Сезон включает президентские выборы, и его действия разворачиваются между днём выборов и днём инаугурации.

### Сезон 7 (2018)
В начале сезона Кэрри оставила работу в Белом доме и переехала обратно в Вашингтон, и теперь она живёт вместе со своей сестрой Мэгги, чтобы бороться с администрацией Кин и обеспечить освобождение 200 членов разведывательного сообщества, которые были арестованы по приказу президента Кин в прошлом сезоне.

### Сезон 8 (2020)
Премьера восьмого и финального сезона состоялась 9 февраля 2020 года. Действие сезона происходит в Афганистане, и съёмки начнутся в феврале в Марокко.

## В ролях
| Актёр             | Персонаж         | Сезоны       | Сезоны       | Сезоны       | Сезоны       | Сезоны    | Сезоны       | Сезоны       | Сезоны    |
| Актёр             | Персонаж         | 1            | 2            | 3            | 4            | 5         | 6            | 7            | 8         |
| ----------------- | ---------------- | ------------ | ------------ | ------------ | ------------ | --------- | ------------ | ------------ | --------- |
| Клэр Дэйнс        | Кэрри Мэтисон    | Постоянно    | Постоянно    | Постоянно    | Постоянно    | Постоянно | Постоянно    | Постоянно    | Постоянно |
| Дэмиэн Льюис      | Николас Броуди   | Постоянно    | Постоянно    | Постоянно    | Гость        |           |              |              |           |
| Морена Баккарин   | Джессика Броуди  | Постоянно    | Постоянно    | Постоянно    |              |           |              |              |           |
| Дэвид Хэрвуд      | Дэвид Эстес      | Постоянно    | Постоянно    |              |              |           |              |              |           |
| Диего Клаттенхофф | Майк Фабер       | Постоянно    | Постоянно    | Гость        |              |           |              |              |           |
| Джексон Пэйс      | Крис Броуди      | Постоянно    | Постоянно    | Постоянно    |              |           |              |              |           |
| Морган Сэйлор     | Дана Броуди      | Постоянно    | Постоянно    | Постоянно    |              |           |              |              |           |
| Мэнди Патинкин    | Сол Беренсон     | Постоянно    | Постоянно    | Постоянно    | Постоянно    | Постоянно | Постоянно    | Постоянно    | Постоянно |
| Джейми Шеридан    | Уильям Уолден    | Периодически | Постоянно    |              |              |           |              |              |           |
| Дэвид Марчиано    | Вёрджил          | Периодически | Постоянно    | Периодически |              |           |              |              |           |
| Навид Негабан     | Абу Назир        | Периодически | Постоянно    | Гость        |              |           |              |              |           |
| Руперт Френд      | Питер Куинн      |              | Периодически | Постоянно    | Постоянно    | Постоянно | Постоянно    |              |           |
| Сарита Чоудхури   | Мира Беренсон    | Периодически | Гость        | Постоянно    | Периодически |           | Гость        |              |           |
| Трейси Леттс      | Эндрю Локхарт    |              |              | Постоянно    | Постоянно    |           |              |              |           |
| Ф. Мюррей Абрахам | Дар Адал         |              | Гость        | Постоянно    | Периодически | Постоянно | Постоянно    | Гость        |           |
| Назанин Бониади   | Фара Шерази      |              |              | Периодически | Постоянно    |           |              |              |           |
| Лайла Робинс      | Марта Бойд       |              |              |              | Постоянно    |           |              |              |           |
| Себастьян Кох     | Отто Дюринг      |              |              |              |              | Постоянно | Гость        |              |           |
| Миранда Отто      | Эллисон Карр     |              |              |              |              | Постоянно |              |              |           |
| Александр Фелинг  | Йонас Холландер  |              |              |              |              | Постоянно |              |              |           |
| Сара Соколович    | Лора Саттон      |              |              |              |              | Постоянно |              |              |           |
| Элизабет Марвел   | Элизабет Кин     |              |              |              |              |           | Постоянно    | Постоянно    |           |
| Мори Стерлинг     | Макс Пётровски   | Периодически | Периодически | Периодически | Периодически |           | Периодически | Постоянно    | Постоянно |
| Джейк Уэбер       | Бретт О’Киф      |              |              |              |              |           | Периодически | Постоянно    |           |
| Лайнус Роуч       | Дэвид Уэллингтон |              |              |              |              |           | Гость        | Постоянно    | Постоянно |
| Морган Спектор    | Данте Аллен      |              |              |              |              |           |              | Постоянно    |           |
| Коста Ронин       | Евгений Громов   |              |              |              |              |           |              | Периодически | Постоянно |
| Нимрат Каур       | Тасним Куреши    |              |              |              | Периодически |           |              |              | Постоянно |
| Нуман Аджар       | Хайссам Хаккани  |              |              |              | Периодически |           |              |              | Постоянно |

## Производство

### Разработка
«Родина» была разработана Говардом Гордоном и Алексом Гансой в начале 2010 года на основе израильского сериала Гидеона Раффа «Хатуфим» (с ивр. — «Военнопленные»). Они оба ранее вместе работали над сериалом с аналогичной темой, «24 часа». 19 сентября 2010 года Showtime заказало пилот на «Родину» как первый проект, за который взялся Дэвид Невинс после его ухода с Imagine Entertainment, чтобы он стал президентом Showtime. Гордон, Ганса и Рафф написали сценарий к пилотному эпизоду, режиссёром пилота стал Майкл Куэста, и Гордон, Ганса, Рафф, Ави Нир и Ран Телем стали исполнительными продюсерами.
7 апреля 2011 года Showtime дало сериалу зелёный свет и заказало 12 эпизодов. Было объявлено, что Чип Йоханнссен присоединится к сериалу в качестве соисполнительного продюсера, в то время как Майкл Куэста, который был режиссёром пилотного эпизода, присоединится к сериалу в качестве исполнительного продюсера.
21 июля 2011 года на San Diego Comic-Con, Showtime объявило, что премьера сериала состоится 11 октября 2011 года. Вместе с объявлением даты премьеры сериала, сеть также объявила, что имена персонажей, сыгранных Клэр Дэйнс и Дэмиэном Льюисом, были переименованы в Кэрри Мэтисон и Николаса Броуди, хотя до этого их звали Кэрри Андерсон и Скотт Броуди, соответственно. Производством сериала занималось Fox 21.
В сентябре 2016 года Ганса объявил, что последним сезоном сериала он будет делать восьмой. Он отметил, что, в конечном счёте, решение будет оставаться за Showtime, но при этом он будет двигаться к восьми-сезонному завершению. Он также заявил, что он хотел бы снять заключительный сезон в Израиле, где зародился первоисточник «Родины», сериал «Военнопленные».

### Пробы
Пробы начались в ноябре 2010 года, и первой роль получила Клэр Дэйнс. Дэйнс изображает Кэрри Мэтисон, «гонимого офицера ЦРУ, сражающуюся со своим психологическими демонами». Затем к сериалу присоединился Мэнди Патинкин в роли Сола Беренсона, «проницательного и хорошо ориентирующегося в политике начальника отдела ЦРУ... который является главным защитником Кэрри в верхнем эшелоне разведки и внимательно прислушивается к ней». Изначально Лора Фрейзер получила роль Джессики Броуди, «умной, сильной жены Николаса Броуди», но её заменила Морена Баккарин. Далее к сериалу присоединились Дэмиэн Льюис и Дэвид Хэрвуд, и Льюис получил роль Броуди, «который возвращается домой после того, как он провёл восемь лет в качестве военнопленного в Багдаде», в то время как Хэрвуду досталась роль Дэвида Эстеса, «восходящей звезды в ЦРУ, босса Кэрри... является самым молодым директором Антитеррористического центра в истории Агентства». Диего Клаттенхофф, Морган Сэйлор и Джексон Пэйс были последними актёрами, которые присоединились к основному составу, где Клаттенхофф получил роль Майка Фабера, «близкого друга и однополчанина Броуди, который был убеждён, что Броуди был мёртв, и таким образом он оправдал то, что он влюбился в жену Броуди, Джессику», Сэйлор досталась роль Даны Броуди, «старшего из детей Броуди», а Пэйс получил роль Криса Броуди, «застенчивого, желающего всем угодить тринадцатилетнего сына Ника и Джессики».
Позже было объявлено, что Джейми Шеридан, Навид Негабан, Амир Арисон и Брианна Браун присоединились к сериалу в качестве повторяющихся приглашённых звёзд. Шеридан получил роль вице-президента США, Негабану досталась роль Абу Назира, Арисону — роль принца Фарида Бен Аббуда, а Браун — роль Линн Рид.

## Награды
- Золотой глобус, 2012 год. Выдвинут в категориях[34]:
  - Лучший телесериал (драма) (победа)
  - Лучшая мужская роль в телесериале (драма) — Дэмиэн Льюис
  - Лучшая женская роль в телесериале (драма) — Клэр Дэйнс (победа)
- Эмми, 2012 год. Выдвинут в категориях:
  - Лучший драматический телесериал (победа)
  - Лучшая мужская роль в драматическом телесериале (Дэмиэн Льюис) (победа)
  - Лучшая женская роль в драматическом телесериале (Клэр Дэйнс) (победа)
  - Лучшая режиссёрская работа в драматическом телесериале (Майкл Куэста; эпизод Pilot)
  - Лучший сценарий драматического телесериала (Алекс Ганса, Говард Гордон, Гидеон Рафф; эпизод Pilot) (победа)
  - Лучшая музыка (Шон Коллери)
  - Лучший монтаж (эпизод Pilot) (победа)
  - Лучшее сведение звука (эпизод Marine One)
  - Лучший кастинг драматического телесериала (победа)
- Золотой глобус, 2013 год. Выдвинут в категориях[35]:
  - Лучший телесериал (драма) (победа)
  - Лучшая мужская роль в телесериале (драма) — Дэмиэн Льюис (победа)
  - Лучшая женская роль в телесериале (драма) — Клэр Дэйнс (победа)
- Эмми, 2013 год. Выдвинут в категориях:
  - Лучшая женская роль в драматическом телесериале (Клэр Дэйнс) (победа)